# Грессер, Александр Иванович
Александр Иванович Грессер (1772—1822) — российский командир эпохи наполеоновских войн, инженер-генерал-лейтенант Русской императорской армии.

## Биография
Александр Грессер родился в 1772 году в дворянской семье. В пятилетнем возрасте был записан в Преображенский лейб-гвардии полк, а в 1783 году получил чин поручика.
Участник русско-турецкой войны 1787—1791 гг. и польских событий 1794 года.
С 1801 года А. И. Грессер находился в Свите Его Императорского Величества по квартирмейстерской части.
19 декабря 1801 года А. Грессер был произведён в полковники. В 1803 году стал шефом 2-го пионерного полка, который сам и сформировал по личному указанию Всероссийского императора Александра I.
Участвовал в Войне третьей коалиции и в баталии под Аустерлицем попал в плен, но через семь недель после обмена с французами военнопленными вернулся в строй. 26 ноября 1809 года удостоен ордена Святого Георгия 4-го класса за № 2091.  В период 1810 — 1811 годов А. Грессер участвовал в строительстве Бобруйской крепости и Рогачёвской военной дороги.
После вторжения армии Наполеона в пределы Российской империи, как командир сапёрного батальона принял участие в Отечественной войне 1812 года. Александр Иванович участвовал в арьергардных боях 2-й Западной армии у Могилёва, Новосёлок, Салтановки, в Смоленском сражении был в корпусе Раевского. 25 декабря 1812 года А. И. Грессер за отличие в Смоленском сражении был удостоен чина генерал-майора.
В 1813 году ему было поручено возобновление Борисовских укреплений и сформирование сапёрного и пионерного батальонов, и был шефом минёрной роты (минёрная генерал-майора Грессера рота). 20 сентября 1821 года получил воинский чин генерал-лейтенант.
Александр Иванович Грессер умер в 1822 году.

## Семья
- Первая жена — графиня Луиза Петровна Сухтелен (1780—1803), дочь генерала П. П. Сухтелена.
- Вторая жена — княжна Анна Михайловна Волконская (ок. 1776—1827), сестра генерал-фельдмаршала П. М. Волконского. Увлекалась литературой и переводами; ещё в юности вместе с сестрой Екатериной (в замужестве Кожиной) перевела и опубликовала научно-популярный труд «Рассуждения о разных предметах природы, художеств и наук»[5].
- Сыновья (от первого брака): Пётр (1799—1865) и Александр (1801—1868), также служили в Русской императорской армии и с отличием участвовали в Польском походе 1830—1831 годов.
- Дочь (от второго брака): Екатерина (1808—27.06.1864), была замужем за богатым малороссийским помещиком Петром Андреевичем Базилевским (1795—1863), их сын Александр. Скончалась от рака в Париже, похоронена там же на Монмартре.